# انتظار حسين
انتظار حسين (7 ديسمبر 1923 - 2 فبراير 2016) هو أديب باكستاني.

## عن حياته
ولد في «ديباي» في الهند وهاجر في العام 1947 م إلى باكستان التي كانت انشئت حديثا. له عدد من الأعمال الأدبية باللغة الاوردوية.

## وفاته
توفي يوم الثلاثاء 2 فبراير 2016 عن عمر يناهز 92 سنة.